# Javier Echevarría Escribens
Javier Jesús Echevarria Escribens (Lima, 24 de diciembre de 1968) es un psicólogo, actor, director de teatro, presentador de televisión y locutor de radio peruano.

## Biografía
Estudió psicología en la Pontificia Universidad Católica del Perú (PUCP), y posteriormente con el grado de máster en «Coaching, Consulting and Education» de la universidad European Graduate School en Suiza. Durante sus estudios, se dedicó a la actuación, en el cual abandonó para dedicarse al trabajo con empresas, la producción teatral y los talleres de motivación personal.
Fue conocido por conducir el programa magacín 3G de Plus TV, que fue planificado en el 2004 a lado de Natalia Parodi. Tras su salida, presentó brevemente Con...tacto para TV Perú. También se desempeñó en lo radial como conductor de La buena educación por Radio Capital, inicialmente como reemplazo de Mónica Delta, y La Conversa por CPN Radio.
Además, dirigió obras de teatro para niños.
En 2008 participó en el unitario Sin retorno, para Fox Channel. En 2009 condujo su primer espacio independiente La química. En 2010 fue presentador del programa concurso La beca para Global Televisión. En 2020 volvió a la conducción con Francamente para TV Perú.

## Filmografía

### Películas
- Los 12 apostoles (2022)
- Dragones: destino de fuego (2006), voz de personaje antagónico Goriok
- Peloteros (2005)[18]
- Domingo (2004)
- La visita (2003)
- Imposible amor (2000).
- No se lo digas a nadie (1998)

### Televisión

#### Presentador
- Química pura
- 3G
- Con...tacto
- Tiempo final
- La Beca
- Máximo desafío

#### Novelas y series
- La Perricholi. Telenovela (2010) como Daniel
- Magnolia Merino, la historia de un monstruo (2008) como Gonzalo Garland
- Infieles anonimos (2007) como Daniel
- El engaño (2006).
- Esta sociedad (2006) como José Enrique.
- Eva del Edén (2004) como Marcus Arias Maldonado.
- What the Eye Doesn't See (2003)
- Camila (2002)
- Soledad (2001) como Diego García Núñez.
- Estrellita (2000) como Juan Palacios.
- Imposible amor (2000)
- Vidas prestadas (2000)
- Isabella (1999) como Gabriel Linares.
- Luz María (1998) como José Julián Aldama.
- Leonela, muriendo de amor (1997) como Alfredo.
- Nino (1996).
- Los unos y los otros (1995).
- Tatán (1994).
- Las mujeres de mi vida (1993-1992).
- Bolero miniserie (1993)
- La Perrichola (1992).
- Mala mujer (1992).
- Velo negro, velo blanco (1991).

## Teatro
- Amor y dolor (2023)[19]
- Monstruos (2019)[20][21]
- Se Busca Emprendedor (2014 y 2017)[22]
- Padres de la patria (2016)
- Sin pecado original (2012)
- En busca del amor (2005 y 2012)[23]
- Volpone (2009) como  Buitron
- Esta obra es un desastre (2009).
- Respira (2008)
- El Principito (2004).
- Charlie y la fábrica de chocolates (2003)[24]
- Chaika, la gaviota de Chéjov (2003).
- Entre el amor y la muerte está la magia (2001)[25]
- La tía de Carlos[26]
- Galileo Galilei (2000).
- María Estuardo (1999).
- El día de la luna (1997).
- Don Juan (1997).
- Cuatro equis (1997).
- Juegos de Medianoche (1996).
- Metamorfosis (1993)
- Daniela Frank (1993).
- Perdidos (1991)
- Romeo y Julieta (1991)
- Dios (1990).